# Cowboys d'Oklahoma State
Pour les articles homonymes, voir Cowboy.
Les Cowboys d'Oklahoma State (en anglais : Oklahoma State Cowboys) sont un club omnisports universitaire de l'université d'État de l'Oklahoma située à Stillwater dans l'Oklahoma.
Les équipes sportives des Cowboys participent aux compétitions universitaires organisées par la National Collegiate Athletic Associationen tant que membres de la Big 12 Conference.
L'équipe de basket-ball commence ses activités en 1907 et sous la conduite de l'entraîneur Henry Iba, remportent deux titres nationaux NCAA en 1945 et 1946.
Tous sports confondus, les Cowboys comptent 51 titres nationaux par équipe : lutte (34), golf (10), basket-ball (2), baseball (1) et cross country (4).

## Rivalité
- Sooners de l'Oklahoma